# Ponte do Saber
A Ponte do Saber é uma ponte estaiada localizada na baía de Guanabara, cidade do Rio de Janeiro, estado do Rio de Janeiro, Brasil. A ponte faz a ligação entre o continente e a Cidade Universitária da Universidade Federal do Rio de Janeiro (UFRJ) que ocupa quase toda extensão da Ilha da Cidade Universitária. Foi inaugurada e aberta ao tráfego no dia 17 de fevereiro de 2012.

## Construção
A obra iniciada em julho de 2010 foi realizada pela Construtora Queiroz Galvão S.A. com o projeto estrutural de VGarambone Projetos e Consultoria e projeto viário de PCE Projetos e Consultoria de Engenharia Ltda, baseada na Ponte Erasmus, situada na Holanda. O custo da obra de R$ 62 milhões foi financiado pela Petrobras, devido a um derramamento de óleo ocorrido em 2000 na baía de Guanabara.
A estrutura da ponte é sustentada por 21 estais (cabos) atrelados a um pilone de 96 metros. Possui tabuleiro com 11,30 metros de largura. A estrutura lembra formas como um biguá, apesar de isto não ter sido intencional, conforme declarado pelo arquiteto Alexandre Chan, que foi o responsável pelo partido formal-estrutural e pelo projeto de arquitetura. Desde a inauguração, a Ponte do Saber vem sendo considerada um novo cartão-postal da cidade.

## Galeria

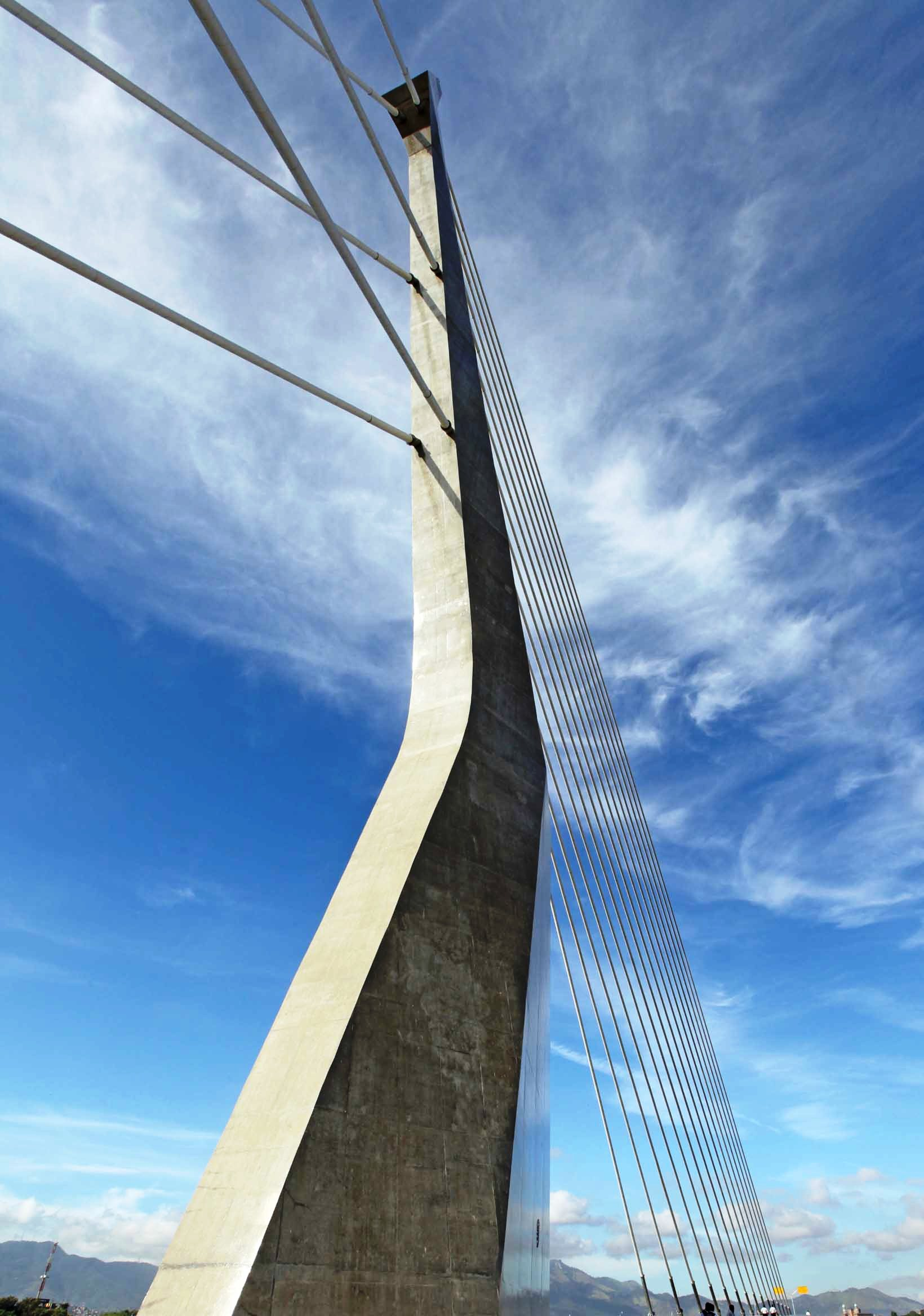
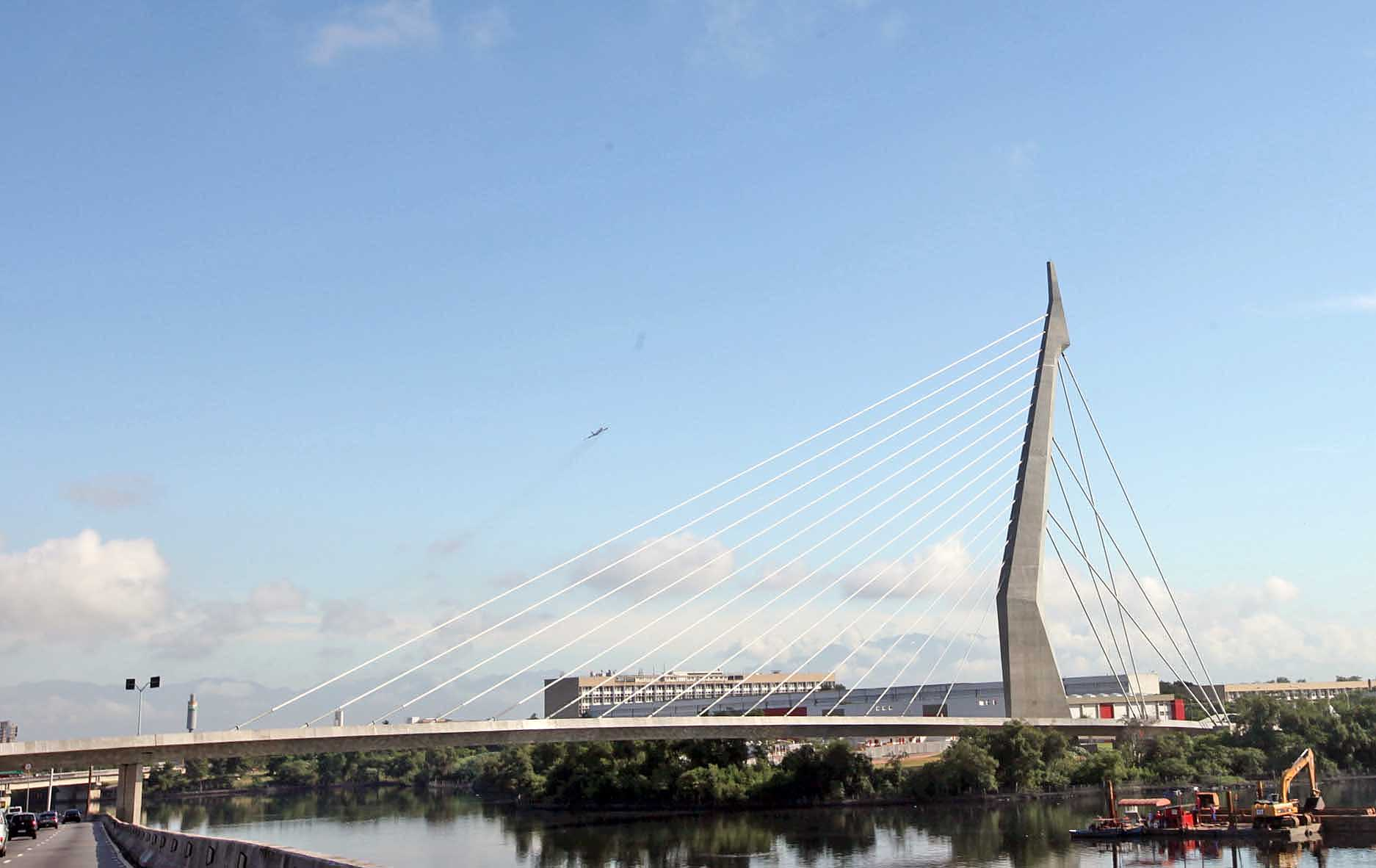
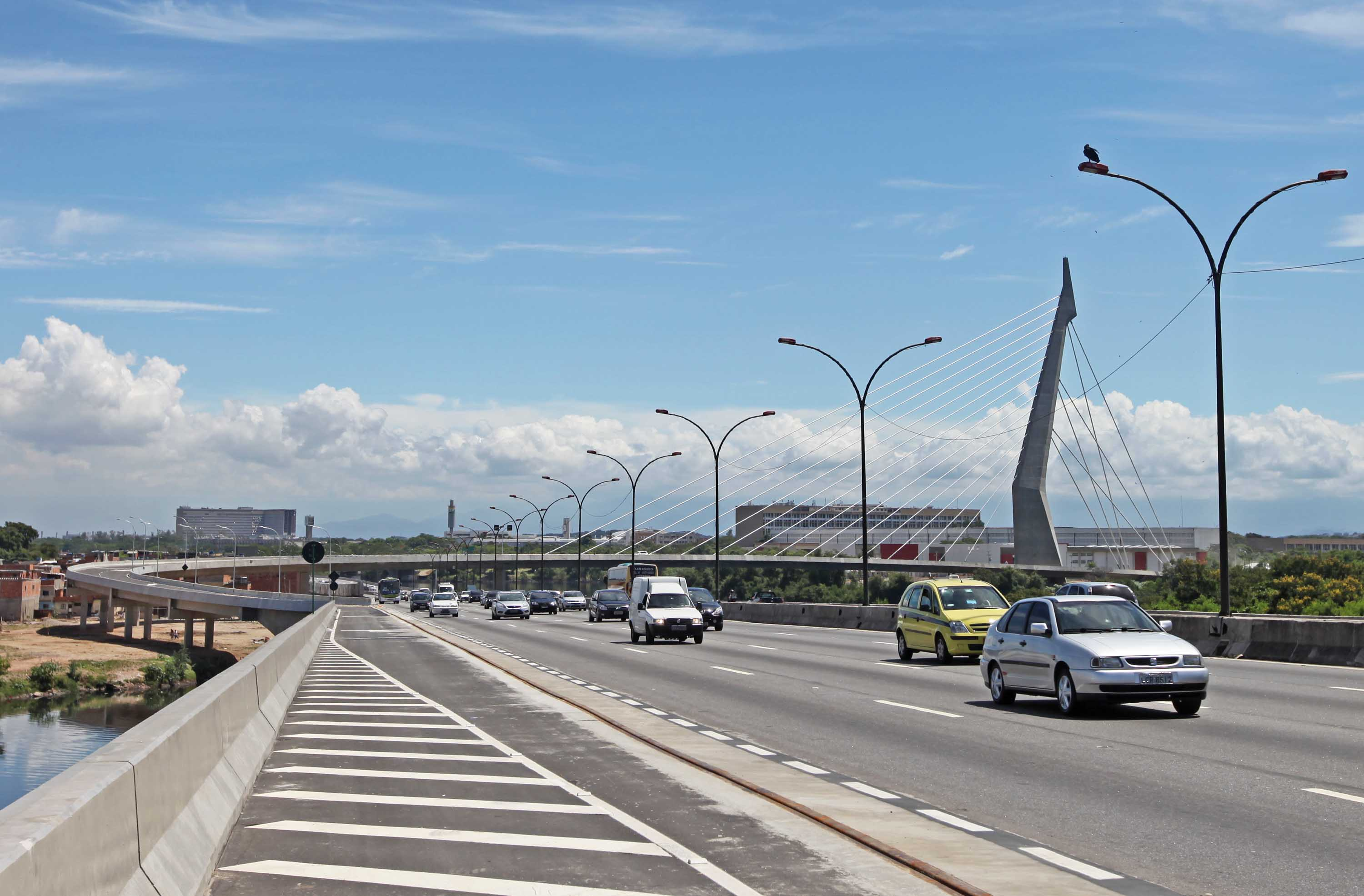
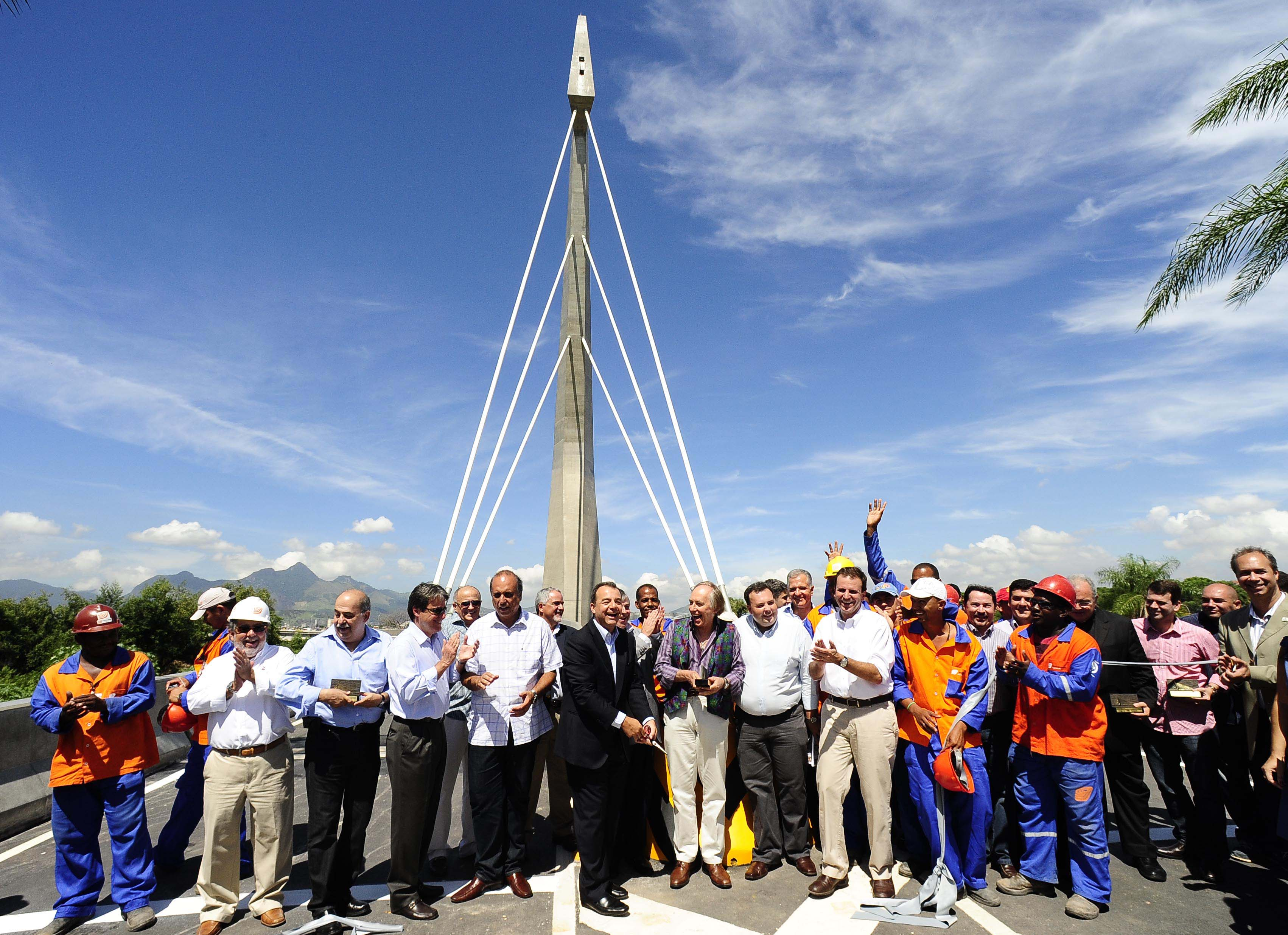
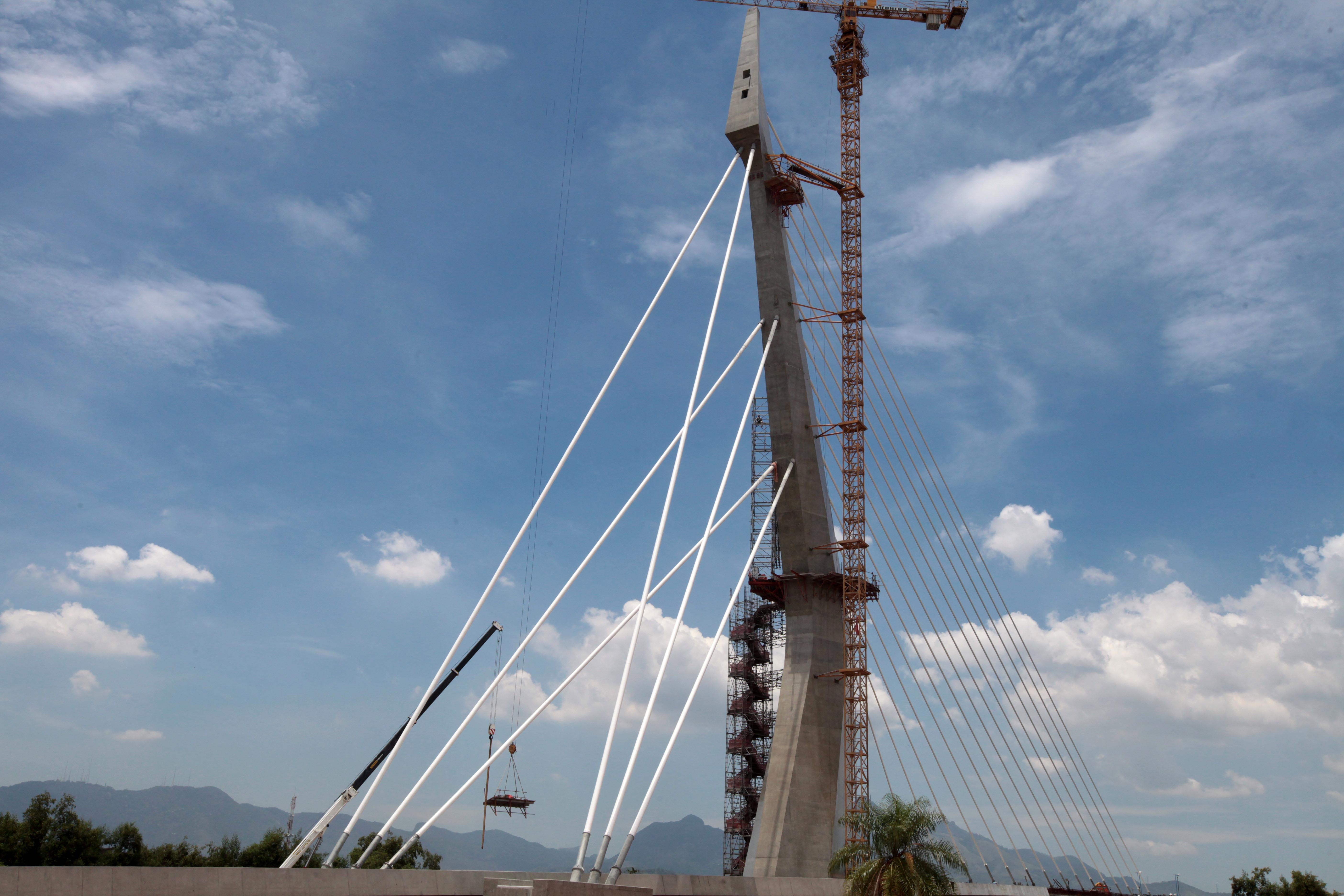